# Onufrius Chilandarský
Svatý Onufrius Chilandarský také Chioský či Athoský (1786, Gabrovo – 4. ledna 1818, Chios) byl bulharský pravoslavný monach a mučedník.

## Život
Narodil se roku 1786 ve vesnici Gabrovo v Bulharsku.
Získal dobré vzdělání a rozhodl se zasvětit svůj život Bohu, proto odešel do monastýru Chilandar na hoře Athos. Zde byl postřižen na monacha se jménem Manas. Tvrdá askeze mnicha neuspokojila a rozhodl se trpět pro Krista. Tuto touhu sdílel se starcem Nikiforem. Starec jej postřihnul do velké schimy se jménem Onufrius. Následně jej poslal s mnichem Grigoriem na ostrov Chios. Zde se otevřeně přiznal ke své víře, za což byl Osmany zajat a vydán krutému mučení. Po mučení byl 4. ledna 1818 sťat a vzhozen do moře.